# Yafan Wang
Este es un nombre chino; el apellido es Wang.
Wang Yafan (pinyin, Wáng Yǎfán; nació el 30 de abril de 1994) es una tenista china.
Su mejor clasificación en la WTA ha sido la 49 del mundo, alcanzada en marzo de 2019. En dobles alcanzó el número 49 del mundo, el 15 de febrero de 2016. Hasta la fecha, ha ganado 3 títulos de dobles WTA a los que le suma siete individuales y seis títulos de dobles en el ITF tour.

## Títulos WTA (4; 1+3)

### Individual (1)
| Leyenda                                |
| Grand Slam (0)                         |
| Juegos Olímpicos (0)                   |
| WTA Finals (0)                         |
| WTA Elite Trophy (0)                   |
| P. Mandatory & Premier 5, WTA 1000 (0) |
| Premier, WTA 500 (0)                   |
| International, WTA 250 (1)             |

| N.º | Fecha              | Torneo   | Superficie | Oponente en la final | Resultado     |
| 1.  | 2 de marzo de 2019 | Acapulco | Dura       | Sofia Kenin          | 2-6, 6-3, 7-5 |

### Dobles (3)
| Leyenda                                |
| Grand Slam (0)                         |
| Juegos Olímpicos (0)                   |
| WTA Finals (0)                         |
| WTA Elite Trophy (1)                   |
| P. Mandatory & Premier 5, WTA 1000 (0) |
| Premier, WTA 500 (0)                   |
| International, WTA 250 (2)             |

| N.º | Fecha                  | Torneo       | Superficie | Pareja        | Oponentes en la final           | Resultado        |
| --- | ---------------------- | ------------ | ---------- | ------------- | ------------------------------- | ---------------- |
| 1.  | 8 de marzo de 2015     | Kuala Lumpur | Dura       | Chen Liang    | Yuliya Beygelzimer Olga Savchuk | 4-6, 6-3, [10-4] |
| 2.  | 8 de noviembre de 2015 | Elite Trophy | Dura (i)   | Chen Liang    | Anabel Medina Arantxa Parra     | 6-4, 6-3         |
| 3.  | 4 de febrero de 2018   | Taipéi       | Dura (i)   | Yingying Duan | Nao Hibino Oksana Kalashnikova  | 7-6(4), 7-6(5)   |

#### Finalista (4)
| N.º | Fecha                | Torneo       | Superficie | Pareja        | Oponentes en la final                 | Resultado         |
| --- | -------------------- | ------------ | ---------- | ------------- | ------------------------------------- | ----------------- |
| 1.  | 10 de enero de 2015  | Shenzhen     | Dura       | Chen Liang    | Lyudmyla Kichenok Nadiya Kichenok     | 4-6, 6-7(6)       |
| 2.  | 6 de marzo de 2016   | Kuala Lumpur | Dura       | Chen Liang    | Varatchaya Wongteanchai Zhaoxuan Yang | 6-4, 4-6, [7-10]  |
| 3.  | 3 de febrero de 2019 | Hua Hin      | Dura       | Anna Blinkova | Irina-Camelia Begu Monica Niculescu   | 6-2, 1-6, [10-12] |
| 4.  | 8 de marzo de 2020   | Monterrey    | Dura       | Miyu Kato     | Kateryna Bondarenko Sharon Fichman    | 6-4, 3-6, [7-10]  |

## Títulos WTA 125s
| Leyenda  | Individuales | Dobles |
| -------- | ------------ | ------ |
| WTA 125s | 1            | 2      |

### Individual (1)
| N.º | Fecha                | Torneo   | Superficie | Oponente          | Puntaje  |
| --- | -------------------- | -------- | ---------- | ----------------- | -------- |
| 1.  | 19 de agosto de 2023 | Stanford | Dura       | Kamilla Rakhimova | 6-2, 6-0 |

#### Finalista (1)
| N.º | Fecha               | Torneo    | Superficie | Oponente     | Puntaje       |
| --- | ------------------- | --------- | ---------- | ------------ | ------------- |
| 1.  | 22 de abril de 2018 | Zhengzhou | Dura       | Zheng Saisai | 7-5, 2-6, 1-6 |

### Dobles (2)
| N.º | Fecha                   | Torneos | Superficie | Pareja        | Oponentes                             | Resultado |
| --- | ----------------------- | ------- | ---------- | ------------- | ------------------------------------- | --------- |
| 1.  | 15 de noviembre de 2015 | Hua Hin | Dura       | Chen Liang    | Varatchaya Wongteanchai Zhaoxuan Yang | 6-3, 6-4  |
| 2.  | 12 de noviembre de 2017 | Hua Hin | Dura       | Yingying Duan | Dalila Jakupović Irina Khromacheva    | 6-3, 6-3  |

#### Finalista (1)
| N.º | Fecha               | Torneos  | Superficie | Pareja        | Oponentes                   | Resultado        |
| --- | ------------------- | -------- | ---------- | ------------- | --------------------------- | ---------------- |
| 1.  | 2 de agosto de 2015 | Nanchang | Dura       | Chan Chin-wei | Kai-Chen Chang Saisai Zheng | 3-6, 6-4, [3-10] |